# 제임스 E. 웹
제임스 에드윈 웹(James Edwin Webb, 1906년 10월 7일 ~ 1992년 3월 27일)는 미국의 관료로, 1949년 1월 28일부터 1952년 2월 29일까지 제16대 미국 국무부 차관, 1961년 2월 14일부터 1968년 10월 7일까지 제2대 NASA 장관을 지냈다. 웹은 존 F. 케네디 행정부의 처음부터 린든 존슨 행정부의 끝까지 NASA를 감독하고 머큐리 계획의 첫 유인 비행에서 제미니 계획을 거쳐 아폴로 계획에 의한 최초의 유인 비행 직전까지 담당하였다. 아폴로 1호의 화재 사고의 처리에도 종사했다. 2014년에 예정되어있는 지구 궤도의 우주 망원경은 처음에는 "차세대 우주 망원경"(NGST / Next Generation Space Telescope)라고 했지만, 그의 이름을 따 2002년에 제임스 웹 우주 망원경으로 개명되었다.

## 생애 초기
제임스 웹은 1906년 노스캐롤라이나주 그래뉴빌 카운티의 탈리 호에서 태어났다. 그의 아버지 존 프레더릭 웹은 그래뉴빌 카운티의 인종 분리 공립학교 감독관이었으며, 어머니는 세라 고햄 웹이었다.
웹은 노스캐롤라이나 대학교 채플힐 캠퍼스에서 교육학 학사 학위를 1928년에 취득했고, 재학 중 아카시아(Acacia) 프래터니티 회원이었다. 이후 그는 미국 해병대 소위로 임관되어 1930년부터 1932년까지 현역 해병대 조종사로 복무했다. 군 복무 후 그는 조지워싱턴 대학교 로스쿨에서 법학을 공부하여 1936년에 법학박사(J.D.) 학위를 받았고, 같은 해 워싱턴 D.C. 변호사협회에 등록되었다.
웹은 1938년 팻시 아이켄 더글러스와 결혼해 두 자녀를 두었으며, 프리메이슨 회원이었다.

## 정계 진출
제임스 E. 웹은 1932년부터 1934년까지 하원의 규칙위원장이자 원로위원인 노스캐롤라이나주 하원의원 에드워드 W. 포우의 비서로서 워싱턴 D.C.에서 공직 경력을 시작했다. 이후 1934년부터 1936년까지는 루스벨트 대통령과 가까운 전 노스캐롤라이나 주지사 올리버 맥스 가드너의 법률사무소에서 보조로 일하며 법학 공부를 마칠 수 있었다.
1934년 항공우편 계약 중단 사태 당시 가드너가 항공사들을 변호하며 계약이 재개되자, 스페리 자이로스코프의 사장 토머스 모건은 웹을 인사 책임자 및 보조로 채용했다. 이후 웹은 부사장까지 승진하며 제2차 세계 대전 동안 스페리를 항법장비와 항공 레이더의 주요 공급업체로 성장시켰다. 전쟁 발발 후 웹은 해병대 재입대를 희망했으나 군수산업에서의 중요성으로 인해 1944년에서야 재입대해 해병 항공감시부대의 지휘관이 되었고, 일본 본토 침공을 위한 레이더 작전을 준비했으나 일본의 항복으로 실전에 투입되진 않았다.
종전 후에는 재무부 차관이 된 가드너의 보좌관으로 잠시 일한 뒤, 대통령 직속 예산국(Bureau of the Budget) 국장으로 임명되어 1949년까지 근무했다. 웹은 해리 트루먼 대통령에게 재무장관 존 스나이더와 가드너의 추천으로 발탁되었으며, 전쟁 이후 재정균형이라는 대통령의 목표를 달성하기 위한 예산 편성 업무를 담당했다.

## 국무부 활동
당시 국무부가 직면한 핵심 과제 중 하나는 소련을 외교적 수단만으로 억제할 수 있는지, 아니면 군사력이 필요할지를 판단하는 것이었다. 정책 기획실장 폴 니체는 기밀 문서 NSC 68을 작성하여 NATO 병력의 군사적 증강이 필요하다고 주장했다. 국방장관 루이스 A. 존슨은 국방 예산 증액에 반대했으나, 웹은 트루먼 대통령이 그를 설득하도록 이끌어 NSC 68의 권고안을 수용하게 만들었다.
1950년 6월 25일, 6.25 전쟁이 발발했다. 이에 대응해 웹과 애치슨은 세 가지 조치를 트루먼에게 건의했다. 첫째는 유엔을 통한 대응, 둘째는 태평양 함대를 황해에 파견하는 것, 셋째는 공군을 동원해 인민군 전차를 공격하는 것이었다. 트루먼은 첫 두 가지 조치는 즉시 시행했으나, 군사적 대응은 며칠간 미뤘다. 이로 인해 미군의 준비 부족에 대한 비판이 국방부로 향했고, 존슨 장관은 이를 애치슨 탓으로 돌리려 했다. 이에 웹은 의회 인사들과 접촉해 트루먼이 존슨을 교체하도록 설득했으며, 결국 은퇴한 조지 C. 마셜이 신임 국방장관으로 복귀했다.
같은 해, 웹은 대학 연구자들과의 협력을 통해 심리전 역량을 강화하기 위한 '트로이 프로젝트'를 설립했다. 이 프로젝트는 특히 미국의 소리(VOA) 방송에 대한 소련의 전파 방해를 극복할 방법을 연구하는 데 집중했다.
그러나 한국 전쟁으로 국무부의 시선이 전쟁에 쏠리면서 웹의 영향력은 점차 약해졌다. 정책 기획실장 폴 니체가 NSC 68의 저자로서 애치슨 장관의 핵심 참모로 떠오르자, 웹과 니체 사이에는 오해와 갈등이 생겼고, 니체는 웹의 사임을 공개적으로 요구하기도 했다. 하지만 이 갈등은 시간이 지나며 수면 아래로 가라앉았다. 한편, 웹은 편두통 등의 건강 문제를 겪기 시작했고, 1952년 사임했다.
워싱턴을 떠난 웹은 오클라호마시티에 위치한 커-맥기 석유회사에 합류했지만, 이후에도 정부 자문 활동을 지속했으며, 1958년에는 드레이퍼 위원회에도 참여했다.

## NASA에 대한 기여

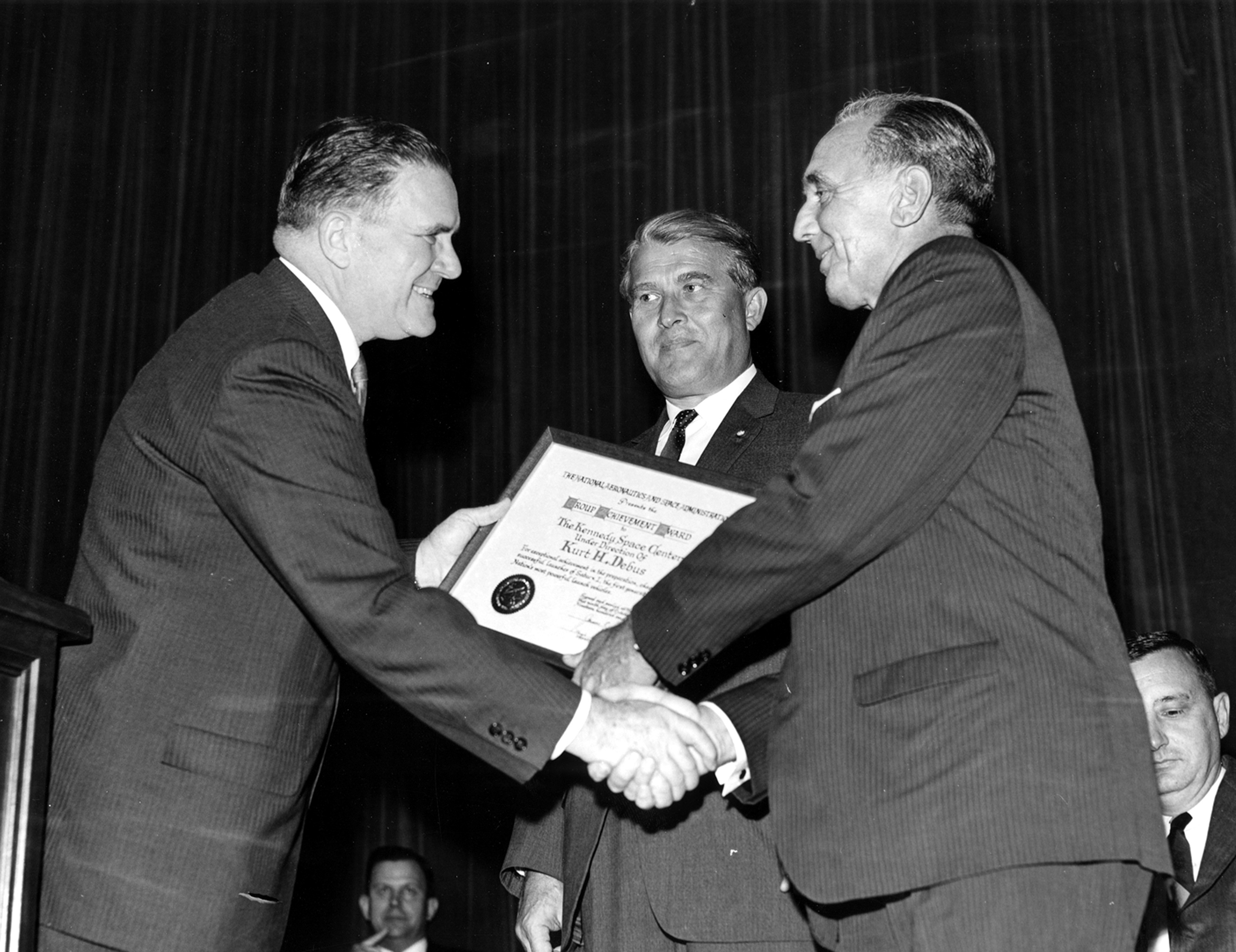
NASA 그룹 공로상을 케네디 우주센터 소장 커트 H. 데부스에게 수여하는 제임스 웹. 중앙에는 베르너 폰 브라운이 이를 지켜보고 있다.

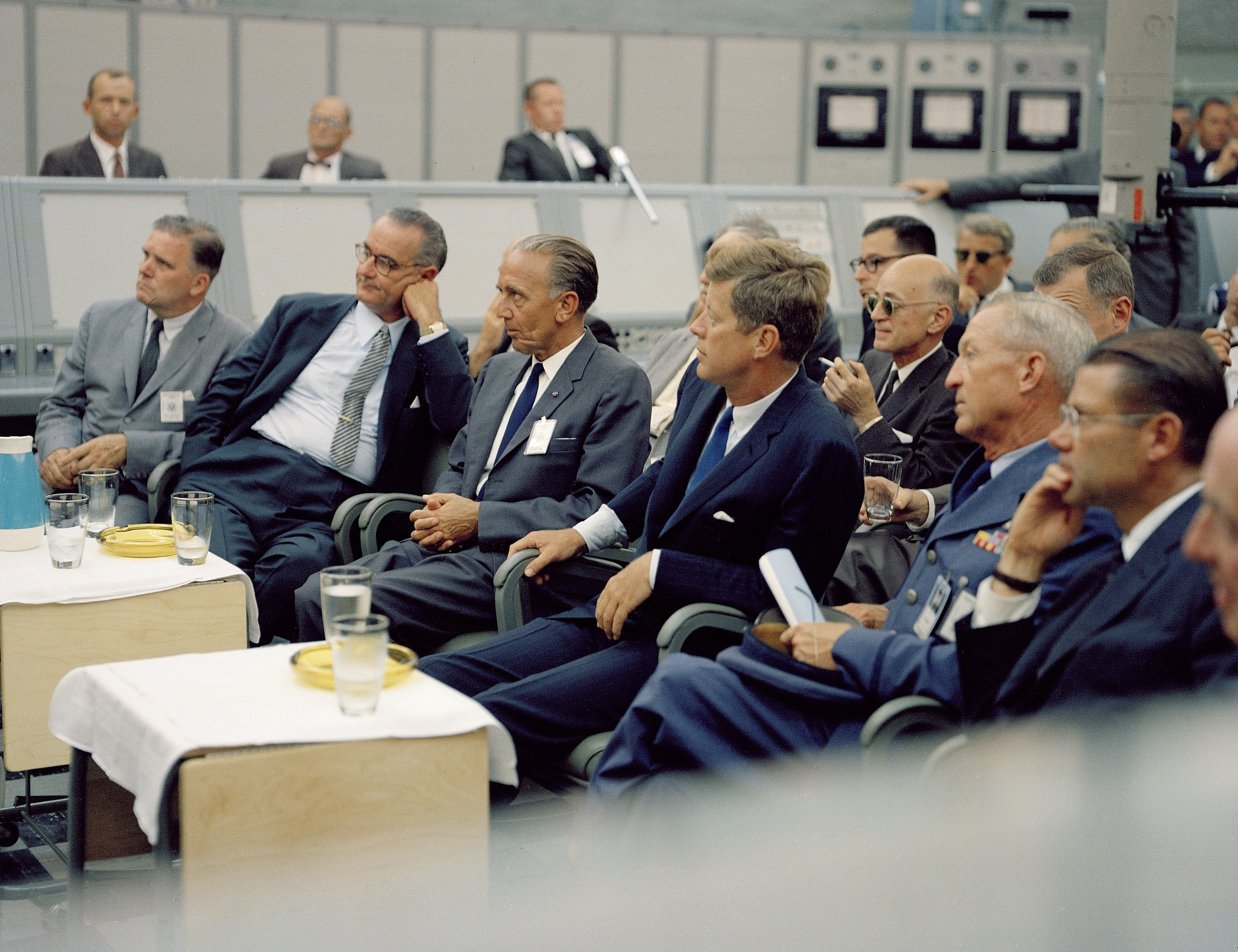
1962년 9월, 웹은 당시 부통령 린든 B. 존슨, 커트 H. 데부스, 그리고 존 F. 케네디 대통령과 함께 런치 컴플렉스 34를 시찰하며 새턴 I 발사 작업에 대한 브리핑을 받았다.

1961년 2월 14일, 제임스 웹은 존 F. 케네디 대통령으로부터 NASA의 행정관으로 임명되었으며, 당시 부국장이었던 휴 드라이든으로부터 직무를 이어받았다. 웹은 케네디가 1961년 5월 25일에 천명한 "1960년대가 끝나기 전에 미국인을 달에 착륙시키겠다"는 목표를 아폴로 계획을 통해 실현하는 책임을 맡았다. 그는 1968년 10월 사임할 때까지 7년간 의회를 상대로 NASA에 대한 지원을 확보하는 데 전념했다. 워싱턴 정계에서 오랜 경험을 쌓은 웹은 린든 B. 존슨 대통령의 후원을 받아 아폴로 계획에 필요한 자금과 정치적 지지를 확보할 수 있었다.
웹의 재임 기간 동안 NASA는 느슨한 연구 센터들의 집합체에서 하나의 조직으로 재편되었으며, 휴스턴에 유인 우주선 센터(현 존슨 우주 센터)의 설립에 결정적인 역할을 했다. 아폴로 계획에 대한 집중적인 압박 속에서도, 웹은 매리너 계획과 파이오니어 탐사선 계획 등 행성 탐사를 병행하는 것이 중요하다고 보았다. 그는 이후 자신의 이름을 딴 우주 망원경으로 이어지는 우주 망원경 개발의 초기 지지자이기도 했다.
웹은 케네디와 존슨 대통령의 장려에 따라 NASA의 인종 통합을 주요 과제로 삼았다. NASA는 1964년 민권법을 공개적으로 지지했고, 흑인 대학 및 고등학교를 대상으로 한 채용 프로그램 등 흑인 참여를 높이기 위한 다양한 혁신 프로그램을 시작했다. 웹과 베르너 폰 브라운은 앨라배마주의 분리주의 주지사 조지 월리스를 기자들 앞에서 직접 비판하며 인종 통합의 중요성을 강조한 일화도 유명하다. 1961년 당시 NASA는 연방기관 중 흑인 직원 비율이 가장 낮았지만, 웹이 사임할 무렵에는 그 비율이 가장 높았고, 정부 기관 내 모범 사례로 평가되었다.
1967년 아폴로 1호 지상 사고 이후 웹은 “언젠가 이런 일이 일어나리라는 건 알고 있었다... 하지만 첫 비극이 지상에서 발생할 줄 누가 알았겠는가?”라고 말하며, 사고 조사와 수습을 NASA가 직접 수행하도록 대통령에게 요청했다. 그는 조사 결과에 따라 자신이나 NASA 경영진에게도 책임이 있으면 솔직히 인정하겠다고 약속했다. 그 결과 NASA는 사고 원인을 철저히 파악하고 개선책을 마련한 뒤, 아폴로 11호의 달 착륙 목표를 향해 계속 전진했다. 웹은 의회 청문회에서 수차례에 걸쳐 조사 결과를 보고하며 개인적으로 책임을 지는 모습을 보였다. 이로 인해 NASA의 명성과 대중의 지지는 사고에도 불구하고 크게 흔들리지 않았다.
1968년, 웹은 CIA로부터 소련이 유인 달 탐사를 위한 N1 로켓을 개발 중이라는 정보를 입수했고, NASA에 아폴로 8호를 연내에 달 궤도에 보낼 준비를 하라고 지시했다. 당시 일부는 그의 주장을 회의적으로 받아들였고, N1 로켓은 "웹의 거인(Webb's Giant)"이라 불리기도 했다. 그러나 소련 붕괴 이후 밝혀진 사실들은 웹의 판단이 옳았음을 보여주었다.
민주당원이자 존슨 대통령과 밀접한 관계였던 웹은, 존슨이 재선에 출마하지 않기로 하자 공화당 후보 리처드 닉슨이 새 행정관을 지명할 수 있도록 하기 위해 NASA를 떠나기로 결정했다. 그는 1968년 10월 7일, 자신의 62번째 생일에 NASA를 떠났는데, 이는 아폴로 계획의 첫 유인 비행이 이루어지기 직전이었다.
웹은 NASA에서의 경험을 바탕으로 『우주 시대의 경영(Space Age Management: The Large-Scale Approach)』(1969)를 출간하여, 우주 개발 프로그램이 성공적인 대규모 행정 운영의 모델이 될 수 있으며 이를 사회 문제 해결에도 적용할 수 있다고 주장했다.
1969년, 그는 대통령 자유훈장을 수상했으며, 1976년에는 스미스소니언 협회의 랭리 금메달도 받았다.

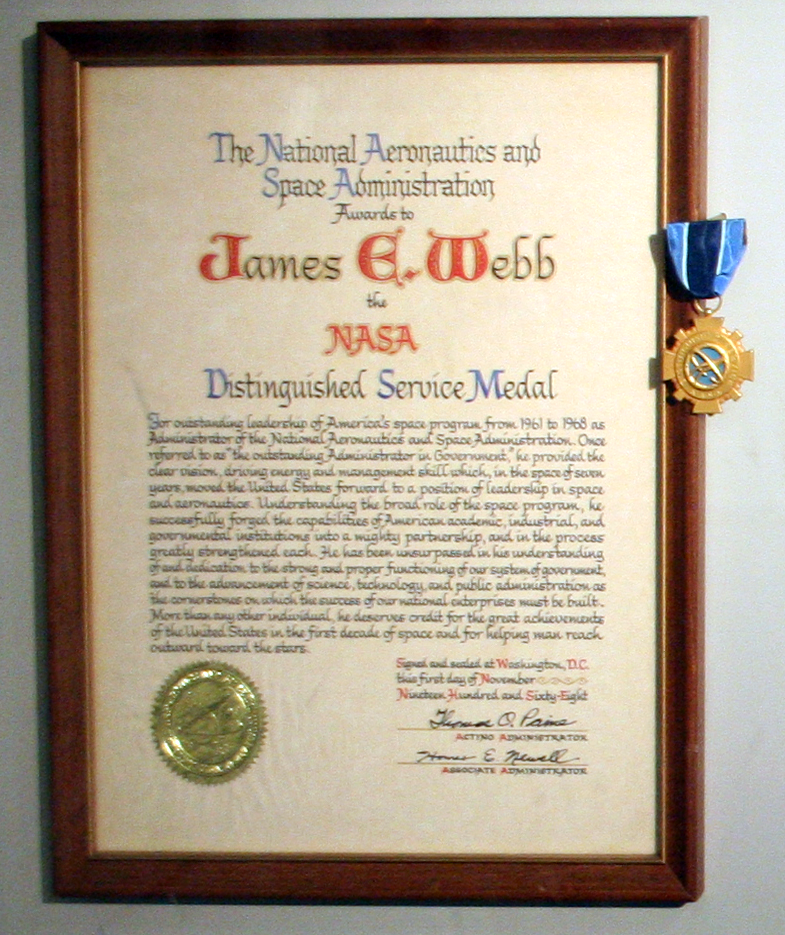
1968년 11월 1일 수여된 제입스 웹의 NASA 수훈장,

## 은퇴 후
은퇴 후 제임스 웹은 워싱턴 D.C.에 머무르며 다양한 자문 위원회에서 활동했고, 스미소니언 협회의 이사로도 일했다. 1981년에는 미국 웨스트포인트 육군사관학교로부터 조국에 대한 헌신을 인정받아 실배너스 테이어 상(Sylvanus Thayer Award)을 수상했다.
웹은 1992년 3월 27일, 워싱턴 D.C.의 조지타운 대학병원에서 심장마비로 사망했다. 향년 85세였으며, 그의 유해는 알링턴 국립묘지에 안장되었다.

## 같이 보기
- 제임스 웹 우주망원경

## 참고 문헌
- W. Henry Lambright, Powering Apollo: James E. Webb of NASA; Baltimore: The Johns Hopkins University Press, 1995; ISBN 0-8018-6205-1
- Piers Bizony, The Man Who Ran the Moon: James E Webb, NASA, and the Secret History of Project Apollo; New York: Thunder's mouth press, 2006; ISBN 1-56025-751-2
- Portions of this article are based on public domain text from NASA 보관됨 4월 29, 2021 - 웨이백 머신.
- Encyclopædia Britannica, "James Edwin Webb"